# 遺伝子の窃盗
遺伝子の窃盗（いでんしのせっとう、英: gene theft）もしくはDNAの窃盗（DNAのせっとう、DNA theft）は、多くの場合公共の場所で、許可なしに、ほかの人物の遺伝物質を取得する行為である。DNAは、タバコの吸殻、使用したコップ、ヘアブラシなどの一般的な様々な物から採取することができる。遺伝物質は、父親を確定させたり、血縁関係を調べたり、あるいはプライベートな病状を調べたりするなどの目的のために使用できる。

## 刑法
英国は2006年に、人類遺伝学委員会の求めにより、同意を得ることなくDNAを取得することを犯罪とした。米国では、現在8州において、合意の得られていない遺伝物質の取得は刑法もしくは民法により禁じられている。「gene snatchers（遺伝子ひったくり）」に対する訴訟は、ミネソタ州、ニューハンプシャー州とニューメキシコ州で、認められている。
本人の同意のないDNAの取得が違法である地域では、一般に法執行のために例外が認められている。

## 倫理
多くの生命倫理学者は、このような行為は非倫理的なプライバシー侵害であると考えている。しかし、遺伝物質の採取を擁護し、生産的な方法で人類の知識を深める可能性があると主張する人もいる。メディアで広く注目を受け、特に論争を呼んだ例として、排水処理業者ダレル・ティートのケースがある。彼女は曽-曽-曽祖父の兄弟の子孫だと思われる男のDNAを無断で取得しようとした。このほかにも有名なケースとして、アメリカにおいて映画プロデューサーのスティーブ・ビングと億万長者の投資家カーク・カーコリアンの間で子供の血縁関係が争われた訴訟がある。